# Старе Място (Шамотульський повіт)
Старе Място (пол. Stare Miasto) — село в Польщі, у гміні Вронки Шамотульського повіту Великопольського воєводства.
Населення — 222 особи (2011).
У 1975—1998 роках село належало до Пільського воєводства.

## Демографія
Демографічна структура станом на 31 березня 2011 року:
|          | Загалом | Допрацездатний вік | Працездатний вік | Постпрацездатний вік |
| -------- | ------- | ------------------ | ---------------- | -------------------- |
| Чоловіки | 120     | 37                 | 70               | 13                   |
| Жінки    | 102     | 27                 | 62               | 13                   |
| Разом    | 222     | 64                 | 132              | 26                   |